# Mikail Akar

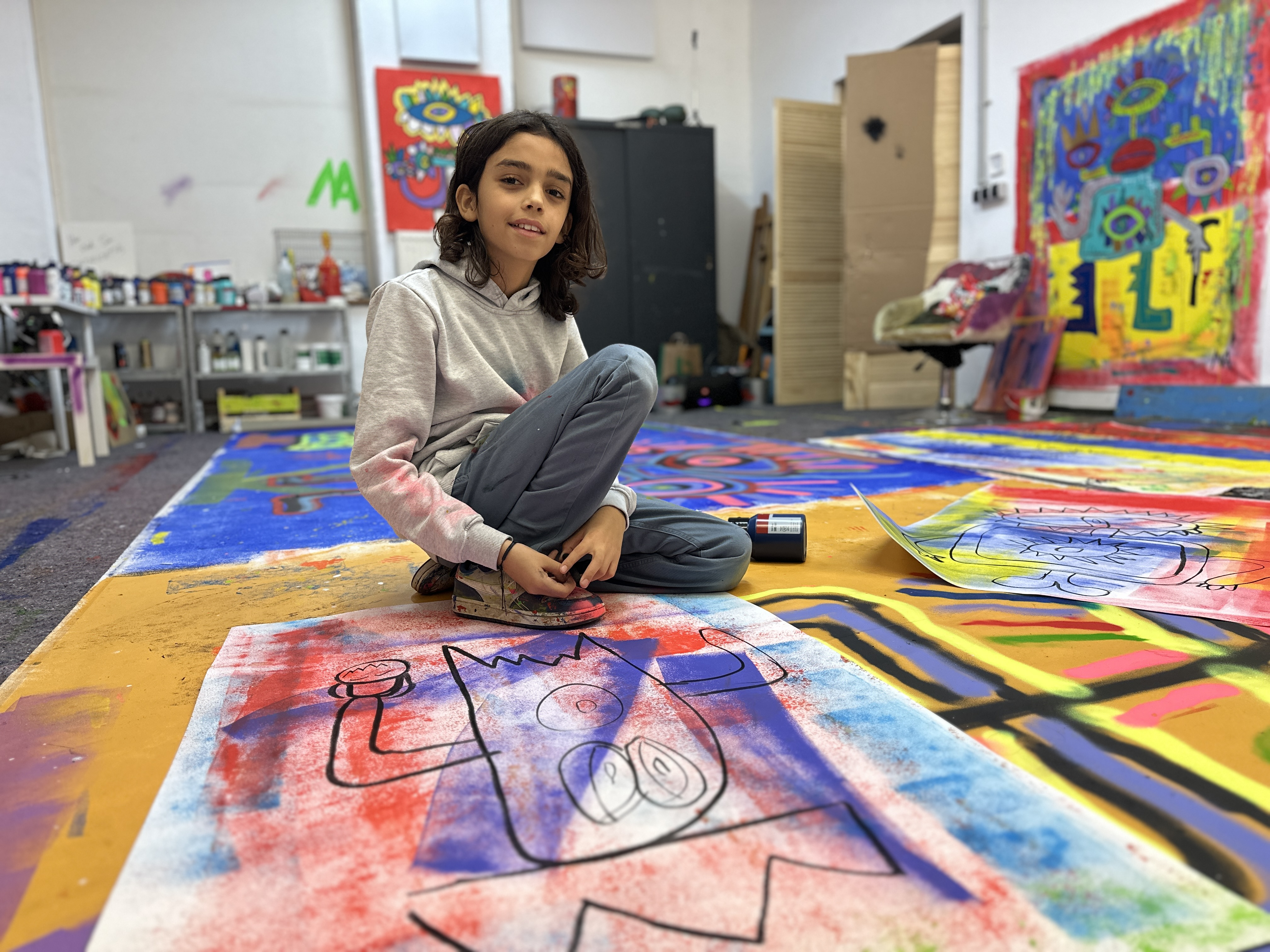
Mikail Akar (2023)

Mikail Akar (* 9. Oktober 2012 in Köln) ist ein deutscher Künstler, bekannt für seine zeitgenössische Kunst. Akar zog aufgrund seines Alters mediale Aufmerksamkeit auf sich. Seine Kunst wurde in New York City, Zürich, Istanbul, Wien und Berlin ausgestellt und erzielte fünfstellige Summen.

## Leben
Mikail Akar wurde im Oktober 2012 in Köln geboren. Er spricht fließend Englisch, Türkisch und Deutsch. Mikail hat zwei jüngere Geschwister und besucht die Internationale Schule Köln.
Akar begann im Alter von vier Jahren zu malen. Sein Vater postete ein Bild seines ersten Gemäldes auf Facebook, was zu mehreren Kaufangeboten führte. Nach Akars ersten Ausstellungen gaben seine Eltern ihre Anstellungen auf und gründeten eine Künstleragentur, welche sowohl Mikail Akar als auch andere Künstler vertritt.
Nach seiner Etablierung in der Kunstszene trat Akar 2019 in verschiedenen TV-Formaten auf, darunter Volle Kanne, Spiegel TV Magazin und Hamburger Journal. 2021 nahm Akar zudem an der von Kai Pflaume moderierten Spielshow Klein gegen Groß teil.

## Künstlerisches Wirken
Akars Gemälde sind mit unverdünnten Acrylfarben gemalt und enthalten oft geometrische Ornamente. Außerdem sind seine Bilder vom abstrakten Expressionismus und Neoimpressionismus beeinflusst. Akar selbst bezeichnet seinen Malstil in Anlehnung an Jackson Pollock als Action Painting, weil er die verschiedenen Farben nacheinander direkt auf die Leinwand aufträgt, teilweise direkt aus der Tube oder mit einem Boxhandschuh.
Neben Gemälden bemalt und stellt Akar auch verschiedene Fahrzeuge aus, darunter Oldtimer wie einen Chevrolet Monte Carlo, einen VW T1 und einen Mustang von 1976. Ein von Akar umgestalteter Rolls-Royce verkaufte sich für 400.000 Euro.
Er unterstützt regelmäßig soziale Projekte. Akar arbeitete mehrfach mit Künstlern, Persönlichkeiten des öffentlichen Lebens und Unternehmen zusammen, darunter Peter Maffay und Manuel Neuer. Für Gerolsteiner Brunnen entwarf er 2022 Etiketten für die Wasserflaschen des Unternehmens.

### Ausstellungen
2017 begann Akar seine Gemälde auf Ausstellungen zu zeigen. Zunächst fanden diese in seiner Heimatregion in Köln statt. 2018 zeigte er seine erste überregionale Ausstellung in Großkarlbach, Rheinland-Pfalz. In den folgenden Jahren veranstaltete Akar mehrere Vernissagen und Kunstausstellungen in ganz Deutschland, darunter Ausstellungen in Berlin im Jahr 2019 und am Flughafen Köln/Bonn. Für die letztere Ausstellung bemalte er demontierte Rumpfplatten eines ausgemusterten Airbus A310.
Seit 2022 zeigt Akar seine Kunst auch auf internationalen Kunstausstellungen, darunter in Zürich, New York, Wien und Istanbul. Sein Werk King of New York wurde 2022 im Guggenheim Museum New York für 16.000 US-Dollar versteigert, der Erlös wurde einem Kunstprojekt für Kinder gespendet. Im Oktober desselben Jahres fertigte Akar das Gemälde Steffl für die Organisation Global Family Charity an, welches für wohltätige Zwecke versteigert und im Donauturm ausgestellt wurde. Im Dezember zeigte Akar eine Ausstellung in der Galerie des Ernst Fuchs Museums in Wien.
Im März 2023 eröffnete Akar eine weitere Ausstellung in New York, bei welcher er 23 Gemälde zeigte.